# Gry Østvik
Gry Østvik (14 agosto 1963) è un'ex biatleta norvegese, vincitrice della prima edizione della Coppa del Mondo femminile di biathlon.

## Biografia
In carriera prese parte a due edizioni dei Campionati mondiali, vincendo due medaglie.

## Palmarès

### Mondiali
- 2 medaglie:
  - 2 argenti (staffetta a Chamonix 1984; staffetta a Egg am Etzl/Ruhpolding 1985)

### Coppa del Mondo
- Vincitrice della Coppa del Mondo nel 1983